# Sphenometopa potanini
Sphenometopa potanini är en tvåvingeart som beskrevs av Boris Borisovitsch Rohdendorf 1971. Sphenometopa potanini ingår i släktet Sphenometopa och familjen köttflugor.
Artens utbredningsområde är Mongoliet. Inga underarter finns listade i Catalogue of Life.